# Mercedes 8/11 PS
La Mercedes 8/11 PS (vedi foto) è una autovettura prodotta dal 1902 al 1903 dalla Casa automobilistica tedesca Daimler Motoren Gesellschaft per il suo neonato marchio Mercedes.

## Storia e caratteristiche
La 8/11 PS è stata lanciata per sostituire la vecchia Daimler Phoenix-Wagen, ultima autovettura a portare il glorioso marchio della Daimler Motoren Gesellschaft. La 8/11 PS si inserì quindi nella fascia media di mercato. Costruita su un telaio in lamiera d'acciaio stampata con sezione ad U, essa condivideva la stessa soluzione telaistica sia con la sua antenata che con la contemporanea 12/16 PS. Il motore montato era un 4 cilindri in linea alimentato ovviamente a carburatore, della cilindrata di 1760 cm³, in grado di erogare una potenza massima di 8 CV. La distribuzione era a valvole laterali.

L'impianto frenante della 8/11 PS prevedeva due dispositivi, uno che agisce sull'albero di trasmissione e l'altro che agisce sul retrotreno. Le sospensioni erano ad assale rigido sia anteriormente che posteriormente. Il cambio era a 4 marce con frizione a nastro.

La produzione della 8/11 PS durò circa un anno. Dopo la sua uscita di produzione si sarebbe dovuto attendere fino al 1910 per rivedere una nuova Mercedes di tale fascia di mercato, la 8/18 PS.